# Sharp X68000
O Sharp X68000, também conhecido como o X68k, é um computador lançado exclusivamente no Japão pela Sharp Corporation. O primeiro modelo foi lançado em 1987, com um CPU 68000 da Motorola de 10 MHz, 1MB de memória RAM e sem disco rígido; o último modelo foi lançado em 1993 com um CPU 68030 da Motorola de 25 MHz, 4MB de memória RAM e disco rígido opcional de 80MB em SCSI. A memória RAM nestes sistemas é expansível até 12MB apesar da maioria dos jogos e aplicações não requererem mais de dois.